# Поменовићи
Поменовићи су насељено мјесто у општини Трново, Федерација БиХ, Босна и Херцеговина.

## Становништво
|             | 2013.       | 1991.        | 1981.         | 1971.        |
| Укупно      | 15 (100,0%) | 70 (100,0%)  | 120 (100,0%)  | 78 (100,0%)  |
| Бошњаци     | 15 (100,0%) | 61 (87,14%)1 | 104 (86,67%)1 | 71 (91,03%)1 |
| Срби        | –           | 8 (11,43%)   | 14 (11,67%)   | 1 (1,282%)   |
| Југословени | –           | 1 (1,429%)   | –             | –            |
| Хрвати      | –           | –            | 2 (1,667%)    | 6 (7,692%)   |

1. 1 На пописима од 1971. до 1991. Бошњаци су пописивани углавном као Муслимани.